# Mesua rivulorum
Mesua rivulorum är en tvåhjärtbladig växtart som först beskrevs av Ridley, och fick sitt nu gällande namn av André Joseph Guillaume Henri Kostermans. Mesua rivulorum ingår i släktet Mesua och familjen Calophyllaceae. Inga underarter finns listade i Catalogue of Life.